# MiG Skat
Il Mikoyan Skat (in russo Скат?, Skat, manta) è un UAV russo da combattimento con capacità stealth, il cui programma è stato presentato al Salone dell'aeronautica di Mosca del 2007, con la necessità di adeguarsi ai progetti di droni statunitensi.
Lo sviluppo procede a rilento e nel 2018 è stato riferito che è in programma uno sviluppo da parte della Sukhoi, anche se a settembre dello stesso anno è stato riferita la ripresa dei lavori da parte della Mikoyan Gurevich.